# Seliger
Seliger – jezioro w Rosji.
Jedną z wysp na jeziorze jest Stołobnyj, na której w XVI w. żył pustelnik, późniejszy święty mnich Nilus ze Stołobny. Dla jego upamiętnienia w 1594 został założony monaster męski – Pustelnia Niłowo-Stołobieńska.
W latach 1939–1940 w zabudowaniach skasowanego w 1928 monasteru funkcjonował obóz NKWD dla polskich jeńców wojennych Ostaszków. Zostali oni zamordowani w Twerze i pochowani w Miednoje.
Powierzchnia jeziora wynosi 212 km², głębokość dochodzi do 24 m.